# 扎希爾斯凱
50°57′45″N 34°43′59″E / 50.96250°N 34.73306°E
扎希爾斯凱（烏克蘭語：Загірське）是位於烏克蘭東北部的村莊，由蘇梅州蘇梅區的蘇梅市鎮負責管轄。該村距離特羅希門科韋、佩雷赫雷斯蒂夫卡和赫里岑科韋0.5公里，2001年人口56。